# The Hits (álbum de Kelis)
The Hits es el primer álbum recopilatorio, y el quinto en total, de la cantante estadounidense de R&B Kelis. Fue lanzado en los Estados Unidos el 11 de marzo del 2008 por Jive Records, Zomba Label Group, y Legacy Recordings.

## Lista de canciones
1. "Caught out There" (Pharrell Williams, Chad Hugo) – 4:11
2. "Milkshake" (Williams, Hugo) – 3:04
3. "Got Your Money" (Ol' Dirty Bastard featuring Kelis) (Williams, Hugo, Russel Jones) – 4:01
4. "Trick Me" (Dallas Austin) – 3:28
5. "Lil Star" (featuring Cee-Lo) (Rogers, Thomas Callaway) – 4:51
6. "Get Along with You" (Williams, Hugo) – 4:29
7. "Young, Fresh n' New" (Williams, Hugo, Rogers) – 4:38
8. "Truth or Dare" (N.E.R.D featuring Kelis and Pusha T) (Williams, Hugo, Terrence Thornton) – 3:38
9. "Bossy" (featuring Too Short) (Rogers-Jones, Shondrae Crawford, Todd Shaw, Sean Garrett) – 4:34
10. "In Public" (featuring Nas) (Dana Stinson, Rogers) – 4:27
11. "Millionaire" (featuring André 3000) (André Benjamin, Rogers, Douglas Davis, Ricky Walters) – 3:46
  - Contiene extractos y muestras de la canción "La Di Da Di" de Doug E. Fresh y Slick Rick  (Douglas Davis, Ricky Walters)
12. "Finest Dreams" (Richard X featuring Kelis) (James Harris III, Terry Lewis, Philip Oakey, Philip Adrian Wright) – 4:13
  - Contiene extractos de las canciones "The Finest" de The SOS Band y Alexander O'Neal  (James Harris III, Terry Lewis) y "The Things That Dreams Are Made Of" de The Human League (Philip Oakey, Philip Adrian Wright)
13. "Suspended" (Williams, Hugo, Rogers) – 4:55
14. "Good Stuff" (featuring Terrar) (Williams, Hugo) – 3:52

### Edición japonesa
1. "Trick Me" (Mac & Toolz Extended Remix) – 4:31
2. "Caught out There" (The Neptunes Extended Remix) – 6:22
3. "Milkshake" (DJ Zinc Remix) – 5:59

## Listas
| Chart (2008)                          | Posición |
| ------------------------------------- | -------- |
| UK Albums Chart                       | 71       |
| U.S. Billboard Top R&B/Hip-Hop Albums | 78       |